# Queensferry Crossing
Queensferry Crossing (dříve Forth Replacement Crossing) je název pro silniční zavěšený ocelový most poblíž skotského města Edinburgh.
Výstavba mostu byla zahájena v září 2011. Jde o třetí most postaveným v ústí zálivu Firth of Forth (prvním byl železniční Forth Rail Bridge a druhým byl silniční most Forth Road Bridge). Celková délka zavěšeného mostu je 2700 metrů. Výška tří pylonů je 207 metrů a maximální rozpětí činí 650 metrů. Kvůli výstavbě mostu byl odstraněn maják z malého ostrova Beamer Rock, na kterém byla později zahájena výstavba středního pylonu. Výstavba ocelové nosné konstrukce komorového průřezu probíhala technologií letmé montáže. Pro veřejnost byl most otevřen v srpnu 2017.

## Galerie

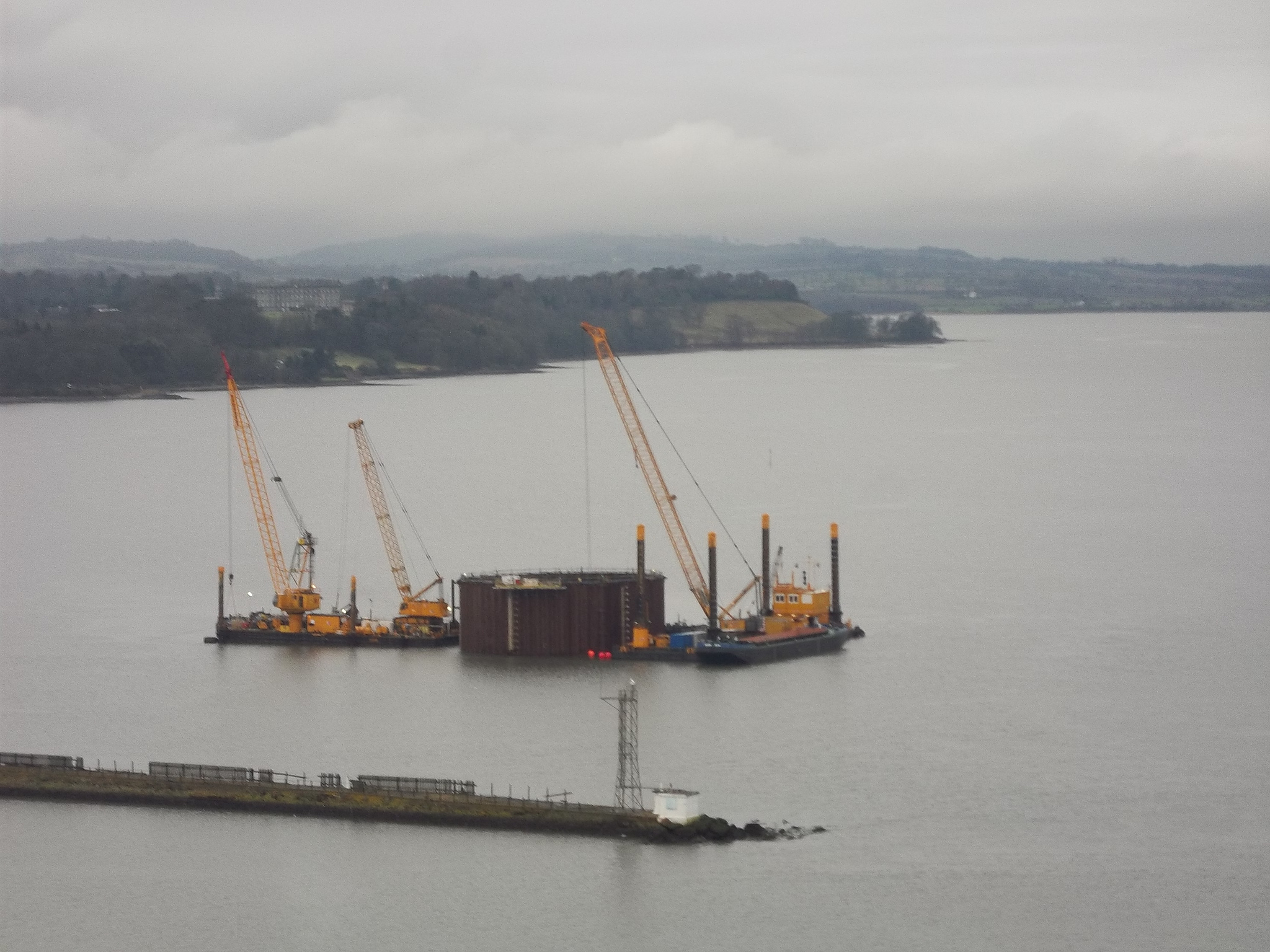
Výstavba pylonu, únor 2013
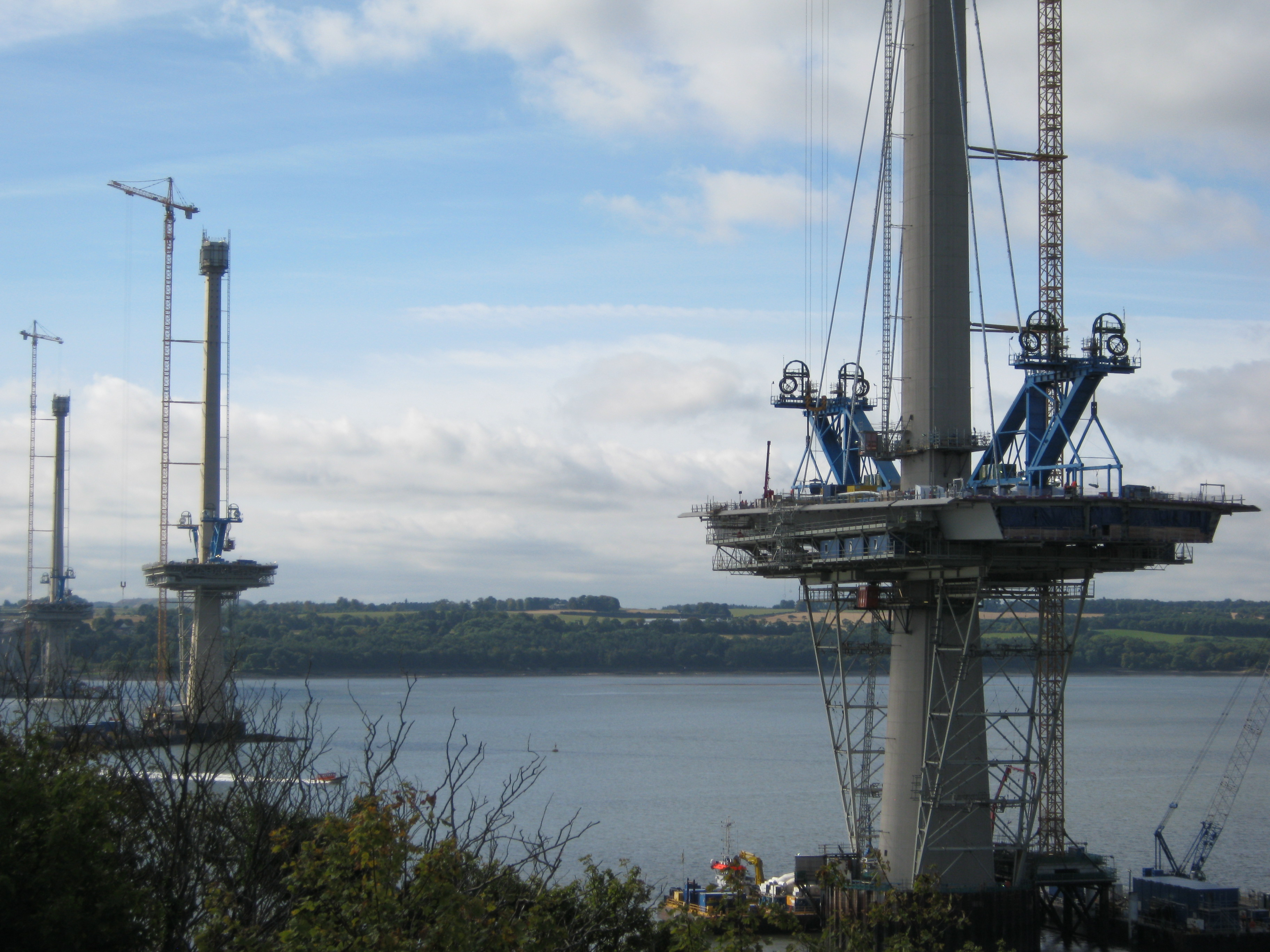
Výstavba pylonů, září 2015